# Gella Allaert
Angèle (Gella) Allaert (Oostende, 8 september 1910 – Essen, 18 maart 2002) was een Vlaams actrice. Ze is ook de moeder van de Vlaamse acteur Frank Aendenboom.

## Biografie
Angèle Allaert werd geboren als dochter van werkman Leopold-August Allaert en Augusta-Maria Wets, pensionhoudster. Ze ging naar de middelbare school "Saint Joseph" te Oostende. Ze zat er op het pensionaat, al woonde ze in Oostende. Later deed ze een deel van haar humaniorastudies in het Marist Convent in Richmond, Engeland. Ze kreeg haar opleiding aan het Conservatorium van Oostende. Ze behaalde in elk vak steeds de eerste prijs met onderscheiding. In de jaren 1932-35 pendelde ze tussen studies en carrièreplanning in de muziek of de toneelwereld. Tot 1939 zou ze de twee proberen te combineren.

### Pianoklassen
Angèle Allaert was in 1933-34 monitrice in de pianoklassen van het Oostends Conservatorium en van 1935 tot 1940 was ze harpiste in het Symfonisch Orkest van het Oostendse Kursaal. Ze trad op niet alleen met de huisdirigenten Jules-Toussaint De Sutter (en leraar aan de Koninklijke Academie in Gent), Aimé Mouqué en Emile De Vlieger, maar ook met gastdirigenten zoals de Oostenrijker Felix Weingartner.

### Brussel
In 1935 wilde zich perfectioneren en ging studeren aan het Conservatorium in Brussel. Ze behaalde een Eerste Prijs Harp in de klas van Mireille Flour. Ze behaalde in 1935 een Eerste Prijs met grote onderscheiding in de klas Dramatische kunst (klas van Herman Teirlinck). Mireille Flour voor harp, Herman Teirlinck voor toneel: twee monumenten in hun discipline. Ze bracht met de toneelklas van Herman Teirlinck onder meer “Het Esbattement van de Appelboom” en “Elckerlyc”. “Elckerlyc” werd gebracht in de kapel van “Oud-Brussel” op de Wereldtentoonstelling van 1935.

### Familiaal
In Antwerpen trad ze in het huwelijk met Gustave Aendenboom, zoon uit een hoteliersfamilie. Hun zoon Frank werd geboren op 24 oktober 1941. Na lang aandringen zou hij in de voetsporen van zijn moeder treden en een gevierd acteur worden. Haar echtgenoot overleed in 1942. Voor de zorg om de jonge Frank kon ze een beroep doen op haar moeder, zodat Frank in Oostende kon opgroeien en school lopen. Zijn humaniora deed hij aan het Koninklijk Atheneum 1 Centrum Oostende. Allaert bleef tot op hoge leeftijd relatief gezond. Pas een paar jaar voor haar overlijden ging het echt bergaf met haar. Ze verbleef die laatste maanden in het Rust-en-Verzorgingstehuis De Bijster in Essen, waar ze op 18 maart 2002 overleed. Haar laatste wens was dat haar as in zee zou verstrooid worden voor Oostende.

### Betekenis
Gella Allaert omspant meer dan een halve eeuw Vlaamse toneelgeschiedenis en maakte de hele, soms stormachtige, evolutie binnen dit wereldje van dichtbij mee. Evolutie op het vlak van de esthetische inzichten, zoals visies van regisseurs die vaak botsten met publiek, en op het vlak van het statuut van de toneelspeler. Ze speelde in alle fasen van haar carrière een vooraanstaande rol, in alle genres en zowel als debutante, als in rollen voor rijpere vrouwen of oudere dames.

## Optredens
Haar eerste optredens waren in haar geboortestad Oostende: een "kunstauditie" met het kamermuziektrio Van Thuyne in het stadhuis en het kursaal. Ze verzorgde een declamatie bij het “Concert de Bienfaisance” ten voordele van "de Dochters der Liefde", met hetzelfde kamermuziektrio, zangeres Marguerite Thys en kursaalpianist Georges Devaux. In 1932 trad ze op in het passiespel "Donkere Metten" (van Jozef Boon) in de zaal 't Cenakel. In hetzelfde jaar gaf ze een vertelnamiddag in het Frans voor kinderen in de "Cercle Littéraire" en gaf ze een declamatie bij de herdenking in het stadhuis van de pas overleden Cyriel Buysse.
In juni 1934 vertolkte ze de hoofdrol in drie opvoeringen van het Sint-Godelievespel van Herman Van Overbeke, uitgevoerd naar aanleiding van het zevenhonderdjarig bestaan van het Begijnhof O.L.Vrouw Ter Hoye in Gent. Op 25 oktober 1934 trad ze op samen met Remi Ponjaert (beter bekend onder zijn alias Remi van Duyn, regisseur o.a. van de Heilig Bloedprocessie te Brugge en de IJzerbedevaart te Diksmuide) bij een Cyriel Verschaeve-huldiging voor het Davidsfonds Tienen. Eerst gaf Remi Ponjaert een inleiding over de figuur van Verschaeve, waarna Angèle Allaert declameerde uit zijn “Zeesymfonieën”. Samen brachten na de pauze gekostumeerde fragmenten uit zijn toneelwerken “Judas” en “Jakob Van Artevelde”. In hetzelfde jaar verzorgde ze n.a.v. de "Vlaamsche Boekenweeken" voor het Willemsfonds Oostende een kunstavond zowel als declamatrice en als harpiste.
Ze legde zich ook toe op avondvullende voordrachten voor culturele verenigingen. Voor de vastenperiode had ze “Passievoordrachten” met gedichten van Guido Gezelle, Cyriel Verschaeve, Jan Hammenecker, August Vermeylen, Albert Verwey, Karel van den Oever, Dirk Vansina, e.a; verder was er “Snikjes en Glimlachjes” en “Gemengde letterkundige programma’s”, dit laatste al dan niet gecombineerd met pianosolo door Laure Van Thuyne. Een ander concept was dat van een avondvullend programma declamatie-harp. Harpiste was Renée Rocher en Allaert verzorgde het woordgedeelte.
Vanaf 1959 toerde Allaert weer rond met een voordrachtprogramma “Van kind tot vrouw”. Ze koos daarvoor tekstfragmenten en gedichten van onder meer Frederik Van Eeden, Rabindranath Tagore, Multatuli, Pieter Nicolaas van Eyck, Maurits Sabbe, Guido Gezelle, Maurits Roelants, Willem Elsschot en Jeanne Van de Putte. Tijdens haar vakantieperiode trok ze graag naar London om er enkele toneelstukken en musicals te bekijken.
Haar laatste theateroptreden was in 1984 met “De Schoondochter” van D.H. Lawrence (Productie TIL). Daarin speelde ze de rol van de moeder. Na haar afscheid van het theater heeft Gella Allaert ook nooit meer occasioneel gespeeld. Eéns liet ze zich door een collega overhalen om ergens de rol van een oudere dame te vertolken. Toch haakte ze op het laatste nippertje af: de verplaatsingen, de repetities, het passen, het schminken…, het werd haar te veel.

### Lesgeefster
Tijdens de jaren 1934-1940 combineerde ze haar werk bij de Koninklijke Nederlandse Schouwburg met een opdracht als lerares voordracht in het Middelbaar en Normaal Onderwijs “O.L.V. ten Doorn” in Eeklo. Wegens de moeilijke treinverbindingen tijdens de oorlog kon zij niet anders dan dit lesgeven op te zeggen.
In de periode 1957-1959 richtte Gella Allaert een eigen toneelschool op, het “Atelier Gella Allaert voor Dramatische Kunst”. Haar bedoeling was veelvoudig: opleiding voor de televisie, vorming van amateur-toneelspelers, een monitorfunctie voor conservatoriumstudenten en ten slotte onderricht aan leraren in het gewone onderwijs die in schoolverband toneelstukken wilden opvoeren. Als lesgevers waren er -naast Gella- Stella Blanchart en Dom De Gruyter. De latere actrice Ann Petersen was er een van de leerlingen.

### Koninklijke Nederlandse Schouwburg
In 1935 begon ze ook op het toneel in Antwerpen. Ze kon deze toneelactiviteit perfect combineren met het muzikale gedeelte want het orkest werd immers elke zomer opnieuw samengesteld en net toen waren de vaste toneelgezelschappen evenals de conservatoria met verlof. De contracten van de toneelspelers liepen na elk seizoen ten einde. Met het uitbreken van de oorlog in 1940 kwam er echter een einde aan haar muzikale carrière.
Ze verhuisde naar Antwerpen en nam de toneelnaam "Gella Allaert" aan. Ze bleef verbonden aan het Koninklijke Nederlandse Schouwburg-gezelschap van het seizoen 1935-1936 tot 1958 en opnieuw van 1963 tot 1980. Ze draaide al direct mee aan de top van het Antwerpse gezelschap waarvan Joris Diels tot in 1938 directeur was:
- in “Mevrouw de President” van Armin Friedmann en Fritz Gottwald (rol van Gravin Hedwig), opgevoerd als gala-vertoning van het jubileum van actrice Jeanne De Coen (29 november 1935);
- in “Meisjes in uniform”, “De Getemde Feeks”, “Mrs. Warrens Bedrijf” van George Bernard Shaw, “Adam in Ballingschap” van Joost van den Vondel, “Mensch en Oppermensch” van G.B. Shaw, “Het Raadsel” van Jef Mennekens, “Jeanne d’Arc” van G.B. Shaw.

Medespelers in de vooroorlogse jaren aan het K.N.S. waren onder meer Robert Marcel, Remy Angenot, Jet Naessens, Cara van Wersch, Greta Lens, Hector Camerlinck, Marcel Cauwenbergh, Jenny Van Santvoort en Jan Cammans.
Tijdens de oorlog was er onder meer een opvoering van “Gysbrecht van Aemstel” van Vondel. Tot de vroegste naoorlogse opvoeringen behoorden “De gulden stonde” van Keith Winter, “Veel leven om niets” van William Shakespeare en “De dubbele adelaar” van Jean Cocteau. In 1950 ondernam Gella Allaert met de K.N.S. een tournee door de toenmalige kolonie Congo en doorheen Zuid-Afrika waar ze voor Nederlandstalig publiek optraden. Wegens te duur werd het initiatief niet meer herhaald. De toneelstukken volgen elkaar op. Klassiekers en moderne stukken, drama’s en komedies: “Faust”, “Mina van Barnheim”, “Jeanne d’Arc, “Lady Windermere’s waaier”, “Driekoningenavond”, “Ik dien”, “Meisjes in uniform”, Madame Sans-Gène”, “Mevrouw Warren’s bedrijf”, “Naakt met viool” “De Spaanse hoer”, “Lijmen”… Tientallen en nog eens tientallen producties waarin ze schitterde als eersterangsactrice.

### Koninklijke Vlaamse Schouwburg
In juli 1958 stapte ze over van het K.N.S. Antwerpen naar het Koninklijke Vlaamse Schouwburg in Brussel, zowel als toneelspeelster en als regisseur. Hier kwam ze terecht in een gezelschap van onder meer volgende acteurs: Dora van der Groen, Cyriel Van Gent, Anton Peters, Senne Rouffaer, Wies Andersen, Jan Reusens, Vera Veroft, Jeanine Schevernels en Vic Moeremans. Tot de stukken die Allaert er zelf regisseerde behoorden "Fanny" van Marcel Pagnol en “Twee levenden en een dode “ van Andries Poppe. Ze vertolkte er rollen in “Medea” van Euripides en in “De dialogen der Karmelietessen”. Na enkele jaren K.V.S. keerde ze in 1963 terug naar het vertrouwde Antwerpse huis, maar in het seizoen 1964-1965 speelde ze te Brussel nog wel 'Martha' (naast Nand Buyl) in de eerste reeks Nederlandstalige opvoeringen van Edward Albees “Wie is bang voor Virginia Woolf?”. Ze kreeg daarvoor de Dr. Oscar de Gruyterprijs 1965.

### Radio, tv en film
Angèle Allaert trad ook al vlug op voor het toenmalige radio-omroep N.I.R. Op 21 november 1934 bracht ze een keuze liefdesgedichten van Oostendse dichters: Ary Sleeks, Karel Jonckheere, Maurits Savonie en Ferdinand Vercnocke. De Vlaamse cineasten hadden ondertussen ook Allaert ontdekt. In de naoorlogse jaren speelde ze in Baas Gansendonck van Gaston Ariën (1945), in Uit hetzelfde nest van Edith Kiel en in Mijn man doet dat niet, eveneens van Edith Kiel (1956). Later had ze een rol in de film Malpertuis (1972-1973) van Harry Kümel, in De Loteling (1973) van Roland Verhavert en in Het verloren paradijs van – opnieuw – Harry Kümel (1978).
Door de introductie van de televisie in Vlaanderen werden acteurs opeens erg populair bij een veel groter publiek. Gella Allaert was er in 1953 reeds bij in de allereerste grote toneelopvoering op tv, “Drie dozijn rode rozen” van Aldo de Benedetti in een regie van Maurits Balfoort waarin ze schitterde als Marie-Louise Véraud. Op dinsdag 2 december 1958 was er de uitzending van “Het witte paard” waarin ze de bazin Josepha speelde. Ze speelde mee in twee van de legendarische jeugdfeuilletons van de toenmalige BRT: “Het geheim van Killary Harbour” van Lode de Graaf en Bert Struys (1960) met Wies Andersen, Jan Matterne, Cyriel Van Gent en Dora van der Groen. In “Zanzibar” (1962), waarin ook haar zoon Frank, Raymond Bossaerts en de jonge Wies Andersen meespeelden, had ze de moederrol.
In 1968 trad ze nog samen op met Hélène Van Herck (de moeder van de actrice Ivonne Lex), in de tv-productie Hebben van de Hongaarse auteur Gyula Háy. Haar zoon, Frank Aendenboom, speelde in deze productie ook een rol. In hetzelfde jaar speelden beide actrices nogmaals samen in de tv-productie Al wie omziet, geregisseerd door Luc Philips. En er waren de razendpopulaire en ondertussen legendarische weekendfeuilletons die honderdduizenden Vlamingen aan het scherm kluisterden: “Wij, Heren van Zichem” (1970) met steracteur Pastoor Munte, alias Luc Philips, en “De vorstinnen van Brugge” (1972) waarin ze de rol van Monica vertolkte. Door deze producties werd ze bekend bij het grote publiek.
Ergens midden jaren 70 was Allaert nog bij de BRT te zien met een harpensemble, alsook in 1976 met de monoloog “de Vooruitzichten“ van F.X. Kroetz (regie Jean-Pierre De Decker) waarin ze een oud vrouwtje speelde die samen met haar kanarievogeltje, terugblikkend en mijmerend, de laatste dag in haar huisje verblijft, alvorens naar een rusthuis te moeten vertrekken. Een heel sterke prestatie. De tv-producties volgden elkaar op. Haar laatste optreden voor de tv was in 1982 met Het nieuwe Tehuis (geregisseerd door Ludo Bex samen met een resem topacteurs en topactrices. Deze film was een beetje een curiosum, want het was een gedramatiseerde promotiefilm voor de ouderlingenrusthuizen. Haar laatste langspeelfilm was Het verloren Paradijs (1978) van Harry Kümel, waarin ze samen speelde met Willeke van Ammelrooy. daarop volgde nog een kortfilm De Dode (1979) waarin ze optrad naast Romain Deconinck.

## Onderscheidingen
- In de jaren 1950-52 deed ze de regie en enscenering voor de Antwerpse toneelgroep “De Reuskens” waarmee ze in 1951 de eerste prijs won in de Toneelprijskamp in Mechelen en tweede eindigde in het 18de Landjuweel (1951-1952).
- Gella Allaert werd gehuldigd na een opvoering van “Mevrouw Warrens bedrijf “in de Oostendse Schouwburg n.a.v. het vijftig jarig bestaan van dit gebouw (1955). Ze kreeg als geschenk een schilderij van de Oostendse schilder Joris Houwen met daarop onder meer een portretkop van de auteur van het stuk, George Bernard Shaw.
- In 1962 werd ze verheven tot Ridder in de Kroonorde
- in 1965 viel haar de Dr. Oskar de Gruyterprijs voor toneel te beurt voor haar rol van Martha in “Wie is bang voor Virginia Woolf?”.
- In 1967 won ze de Helenaprijs.

## Tentoonstelling
- Norbert Hostyn, Open doek voor Gella Allaert 1910-2002: Leven en werken van de Oostendse actrice Angèle Allaert (1910 -2002). Foto’s, documenten, knipsels, programmabrochures, affiches over deze grote Oostendse dame (Oostende, 01.04.2003- 15.09.2003)

## Iconografie
- foto's in de verzameling van het Letterenhuis AMVC, Antwerpen en in die van haar zoon
- diverse opnames in het VRT-archief